# São Miguel dos Milagres
São Miguel dos Milagres este un oraș în statul Alagoas (AL) din Brazilia.